# San Felice a Cancello
San Felice a Cancello è un comune italiano di 16 808 abitanti della provincia di Caserta in Campania.

## Geografia fisica

### Territorio
Occupa la sezione meridionale della Valle di Suessola e il territorio fa parte del parco regionale del Partenio sul quale si estende per tutta l'estrema propaggine occidentale, la cui cima principale è il monte Sant'Angelo a Palombara (661 m s.l.m.).

### Clima
Il clima mite mediterraneo, con scarse escursioni termiche e con piogge ben distribuite durante tutto l'anno, è caratterizzato da un vento che nasce dalla differenza di temperatura delle masse d'aria tra la valle superiore (Valle Caudina) e la valle inferiore (Valle di Suessola) comunicanti attraverso la gola delle Forche Caudine; si tratta di un vento locale della Valle di Suessola denominato dalla tradizione contadina “vento di Terra”, portatore di tempo secco, in contrapposizione al vento del mare (scirocco) portatore di pioggia.

## Storia
La zona era abitata già in epoca remota come dimostrano resti architettonici di un tempio di epoca Sannita; nei pressi si suppone fosse stanziata la base militare del console Marco Claudio Marcello durante la seconda guerra punica (la piazza principale della frazione Cancello si chiama ancora oggi "Castra Marcelli",dal latino accampamento di Marcello).
I primi insediamenti stabili in epoca più recente risalgono al X secolo d.C. quando si formò un primo nucleo abitato intorno ad una cappella intitolata a San Felice. Per secoli le popolazioni della zona rimasero alle dipendenze dell'antico feudo di Arienzo. Nel 1269 passava ai Pandoni a cui subentrarono i Reburco e avvicendandosi l'uno all'altro ai Boffa, agli Stendardo, ai Montaldo, fino ai Carafa 1791, quando i sei casali che si erano sviluppati nella zona riuscirono ad ottenere l'indipendenza comunale con il nome di “Sei Casali di Arienzo”. Il nome originario fu mutato una prima volta con un decreto regio il 14 dicembre 1824 in “San Felice”. La costruzione della ferrovia Napoli-Caserta fu ultimata intorno al 1840. Dopo l'Unità d'Italia, il nome del comune fu di nuovo cambiato nell'attuale San Felice a Cancello.
Nel 1927, con la soppressione della provincia di Terra di Lavoro, passò alla provincia di Napoli. L'anno successivo, in ottemperanza alla legge che decretava la fusione di comuni limitrofi di piccole dimensioni, San Felice a Cancello perse la sua autonomia con la fusione con Arienzo nel comune di Arienzo-San Felice, fino alla ricostituzione del comune avvenuta nel 1948.

### Simboli

Il gonfalone comunale

Lo stemma utilizzato dal comune anche se privo di formale decreto di concessione, si può blasonare:
Il gonfalone è un drappo di azzurro.

## Monumenti e luoghi di interesse
- Chiesa di San Felice Martire
- Chiesa Santo Stefano Protomartire - Cave
- Chiesa San Pietro Apostolo - Talanico
- Chiesa Sant'Agnese - Piedarienzo
- Santuario Sant'Angelo a Palombara (San Michele)
- Fontana di San Marzano
- Castello di Matinale della metà del XIII secolo, al di sopra della frazione di Cancello.

## Società

### Evoluzione demografica
Abitanti censiti

## Economia
L'economia si è basata quasi esclusivamente sull'agricoltura fino agli anni sessanta, i cui prodotti principali sono cavolfiori, patate, fagioli, granturco, pomodori e tabacco in pianura, olive e castagne in collina, affiancata da attività artigianali storiche come la costruzione di ceste. In quel periodo si è tentata una evoluzione con l'affermarsi di una piccola industria principalmente nel settore tessile e calzaturiero; lo scarso successo alla lunga di quelle iniziative e la vicinanza di Napoli e Caserta fa oggi di San Felice a Cancello un paese dalla tipica economia suburbana integrata da un piccolo commercio diffuso.
Al censimento 2001 risultano occupate solo 3964 persone (meno del 40% della popolazione in età lavorativa); di queste ancora il 15% risultano impiegate in attività agricole, percentuale doppia alla media nazionale; le attività di tipo industriale, principalmente di tipo artigianale raggiungono il 31,5%, mentre il 53,5% risultava impegnato nel settore terziario.

## Geografia antropica

### Frazioni
- San Felice (Comune), Casazenca, Piedarienzo, Cave, Vigliotti e Talanico oramai unite dall'urbanizzazione protrattasi durante tutto il '900, formano insieme l'abitato principale del comune.
- Cancello, detta anche Cancello Scalo, è la maggiore frazione comunale. La sua stazione ferroviaria è un importante punto di snodo ferroviario per il traffico regionale campano.
  - Botteghino e Ponti Rossi si trovano sulla SS 162 nei pressi di Cancello.
  - Grotticella, San Marco Trotti sorgono al centro della Valle di Suessola.
  - Polvica si trova a sud del comune, sul versante opposto di Monte Sant'Angelo al confine con il comune di Nola.
  - Talanico si trova proseguendo sulla strada che porta a Monte Sant'Angelo a Palombara.

## Infrastrutture e trasporti
La stazione di Cancello (lo scalo merci è oramai in disuso) è un importante snodo ferroviario della Campania, posto nella frazione denominata Cancello, lungo le direttrici Napoli-Cancello-Capua e Napoli-Cancello-Benevento. Inoltre, è presente la stazione di San Felice a Cancello, sulla ferrovia Benevento-Cancello.

## Amministrazione
Di seguito è presentata una tabella relativa alle amministrazioni che si sono succedute in questo comune.
| Periodo | Periodo   | Primo cittadino                                     | Partito                          | Carica  | Note |
| ------- | --------- | --------------------------------------------------- | -------------------------------- | ------- | ---- |
| 1987    | 1990      | Raffaele Affinita                                   | Democrazia Cristiana             | Sindaco |      |
| 1990    | 1991      | Onofrio Bizzarro D'Aiello                           | Democrazia Cristiana             | Sindaco |      |
| 1991    | 1993      | Mario Passariello                                   | Democrazia Cristiana             | Sindaco |      |
| 1993    | 1993      | Vincenzo D'Antuono                                  | commissario                      | Sindaco |      |
| 1993    | 1995      | Francesco Zaccaria                                  | Partito Socialista Italiano      | Sindaco |      |
| 1995    | 1995      | Paolino Maddaloni                                   | commissario                      | Sindaco |      |
| 1995    | 1998      | Antonio Basilicata                                  | Partito Popolare Italiano (1994) | Sindaco |      |
| 1998    | 2001      | Antonio Basilicata                                  | Partito Popolare Italiano (1994) | Sindaco |      |
| 2001    | 2001      | Mario Vasco                                         | commissario                      | Sindaco |      |
| 2001    | 2001      | Antonio Basilicata                                  | Lista civica (centro)            | Sindaco |      |
| 2001    | 2002      | Mario Vasco                                         | commissario                      | Sindaco |      |
| 2002    | 2007      | Pasquale De Lucia                                   | L'Ulivo                          | Sindaco |      |
| 2007    | 2010      | Pasquale De Lucia                                   | L'Unione                         | Sindaco |      |
| 2010    | 2011      | Vincenzo Lubrano                                    | commissario                      | Sindaco |      |
| 2011    | 2013      | Emilio Nuzzo                                        | Il Popolo della Libertà          | Sindaco |      |
| 2013    | 2016      | Pasquale De Lucia                                   | lista civica (Centro-sinistra)   | Sindaco |      |
| 2016    | 2017      | Fedele Immacolata                                   | commissario                      | Sindaco |      |
| 2017    | 2019      | Roberto Esposito, Teresa Cappiello, Vincenzo Monaco | commissario straordinario        | Sindaco |      |
| 2019    | 2022      | Giovanni Ferrara                                    | Forza Italia, Lega e civiche     | Sindaco |      |
| 2022    | 2023      | Savina Macchiarella                                 | commissario                      | Sindaco |      |
| 2023    | in carica | Emilio Nuzzo                                        | lista civica (Centro-destra)     | Sindaco |      |

## Sport
- Calcio
- Karate

La squadra locale è la Nuova Sanfeliciana e milita in terza categoria girone B.
La locale società di karate Accademia Karate Union Team ha ottenuto numerosi successi a livello italiano ed europeo.